# HSU-001
Le HSU-001 est un type de véhicule sous-marin sans pilote chinois.

## Conception
Le HSU-001 est un véhicule sous-marin sans pilote de grand déplacement (LDUUV). Les capacités réelles du HSU-001 sont en grande partie inconnues. On pense que le HSU-001 est optimisé pour la guerre des fonds marins.
Le HSU-001 a une endurance limitée et devrait être complété par des UUV à plus longue portée en service en Chine.
Très peu de détails techniques sur le HSU-001 ont été rendus publics par le gouvernement chinois, et au début des années 2020, seules les informations suivantes sont connues,, :
- Longueur : 5 mètres
- Diamètre : 1 mètre
- Poids : 3 tonnes

## Histoire
Le HSU-001 a été montré pour la première fois lors du défilé du 70e anniversaire de la République populaire de Chine en 2019,,.